# Комсомольское сельское поселение (Томская область)
Комсомольское се́льское поселе́ние — муниципальное образование в Первомайском районе Томской области Российской Федерации.
Административный центр — село Комсомольск.

## История
Статус и границы сельского поселения установлены Законом Томской области от 10 сентября 2004 года № 204-ОЗ О наделении статусом муниципального района, сельского поселения и установлении границ муниципальных образований на территории Первомайского района.

## Население
| 2002  | 2010  | 2012  | 2013  | 2014  | 2015  | 2016  |
| ----- | ----- | ----- | ----- | ----- | ----- | ----- |
| 3326  | ↘2588 | ↘2506 | ↘2462 | ↘2393 | ↘2333 | ↘2272 |
| 2017  | 2018  | 2019  | 2020  | 2021  |       |       |
| ↘2226 | ↘2186 | ↘2105 | ↘2083 | ↘1745 |       |       |

## Состав сельского поселения
| № | Населённый пункт | Тип населённого пункта        | Население |
| - | ---------------- | ----------------------------- | --------- |
| 1 | Балагачево       | деревня                       | ↘51       |
| 2 | Балагачево       | посёлок при станции (станция) | ↘38       |
| 3 | Комсомольск      | село, административный центр  | ↘1618     |
| 4 | Тазырбак         | посёлок                       | ↘17       |
| 5 | Францево         | посёлок                       | ↘21       |